# Doliops bakeri
Doliops bakeri là một loài bọ cánh cứng trong họ Cerambycidae.